# Гуч, Линден
Линден Джек Гуч (англ. Lynden Jack Gooch; род. 24 декабря 1995, Санта-Круз, Калифорния, США) — американский футболист, полузащитник клуба «Хаддерсфилд Таун». Выступал за сборную США.
Отец Линдена — англичанин, а мать из Ирландии.

## Клубная карьера
Гуч начал карьеру в калифорнийской команде «Санта-Круз Брейкерс». В 2012 году он переехал на родину отца в Англию, где начал заниматься в академии «Сандерленда». 27 февраля 2015 года Линден отправился в 28-дневную молодёжную аренду в «Гейтсхед». 28 февраля в матче против «Бристоль Роверс» он дебютировал в Национальной конференции Англии. 3 марта в поединке против «Рексема» Гуч забил свой первый гол за «хид». После окончания аренды он вернулся в «Сандерленд». 25 августа в матче Кубка английской лиги против «Эксетер Сити» Гуч дебютировал за основной состав, заменив во втором тайме Адама Мэттьюза. 21 января 2016 года Линден отправился в одномесячную аренду в «Донкастер Роверс». 23 января в матче против «Флитвуд Таун» он дебютировал в Первой лиге Англии. 24 февраля его аренда в йоркширском клубе была продлена до конца сезона, но 19 марта он досрочно вернулся в «Сандерленд» из-за травмы лодыжки. 21 апреля Гуч подписал с «Сандерлендом» новый трёхлетний контракт, до лета 2019 года. 13 августа в матче против «Манчестер Сити» он дебютировал в английской Премьер-лиге. 22 августа 2017 года в матче Кубка лиги против «Карлайл Юнайтед» Гуч забил свой первый гол за «Сандерленд». 31 декабря 2018 года Гуч подписал с «Сандерлендом» новый 3,5-летний контракт, до 2022 года. Он забил единственный гол в финале Трофея Английской футбольной лиги против «Транмир Роверс» 14 марта 2021 года. 22 июня 2022 года Гуч подписал новый двухлетний контракт с «Сандерлендом».

## Международная карьера
В 2015 году Гуч в составе молодёжной сборной США участие в молодёжном чемпионате КОНКАКАФ на Ямайке. На турнире он сыграл в матчах против молодёжных команд Гватемалы, Ямайки, Сальвадора и Панамы.
11 октября 2016 года в товарищеском матче против сборной Новой Зеландии Гуч дебютировал за сборную США, заменив во втором тайме Келлина Акосту.

## Достижения
Командные
 «Сандерленд»
- Обладатель Трофея Английской футбольной лиги: 2020/21